# Минкевич, Михаил Гаврилович
Михаи́л Гаври́лович Минкевич (бел. Міхаіл Гаўрылавіч Мінкевіч; 15 февраля 1919, дер. Гуличи, Слуцкий уезд, Минская губерния, ССРБ — 28 марта 1987, Минск, БССР, СССР) — советский и белорусский хозяйственный, государственный и политический деятель, министр просвещения.

## Биография
Родился в 1919 году в деревне Гуличи (ныне — Ляховичского района Брестской области Белоруссии). Член КПСС.
С 1934 года — на хозяйственной, общественной и политической работе. В 1934—1986 годах — подпольщик, организатор комсомола в Западной Белоруссии, арестован, в заключении, инспектор отдела образования Ляховичского временного управления, заведующий Ляховичского волостного отдела народного образования, участник Великой Отечественной войны, заведующий отделом пропаганды и агитации райкома партии, заведующий районо в Любче, директор Негневичской средней школы Новогрудского района, председатель Свислочского райисполкома, второй секретарь Свислочского райкома КП Белоруссии, секретарь парткома Лидского производственного колхозно-совхозного управления, первый секретарь Лидского райкома партии, министр просвещения Белорусской ССР.
Занимал должность министра просвещения БССР в 1968—1985 годах.
Избирался депутатом Верховного Совета Белорусской ССР 7-10-го созывов.
Умер в Минске 28 марта 1987 года, похоронен на Восточном кладбище.

## Память
В 1988 году имя М. Г. Минкевича присвоено средней школе в агрогородке Жеребковичи Ляховичского района Брестской области Республики Беларусь. Одна из экспозиций в школьном музее посвящена М. Г. Минкевичу. На здании школы установлена мемориальная доска в честь М. Г. Минкевича.